# Jokarto
Jokarto is een bestuurslaag in het regentschap Lumajang van de provincie Oost-Java, Indonesië. Jokarto telt 4946 inwoners (volkstelling 2010).